# Adolphe Sax
Antoine-Joseph Sax, detto Adolphe (Dinant, 6 novembre 1814 – Parigi, 7 febbraio 1894), è stato un inventore e costruttore di strumenti musicali belga.
Deve la sua fama soprattutto all'invenzione del sassofono.

## Biografia
Adolphe Sax nacque a Dinant, nel Belgio francofono, primo di 11 fratelli. Suo padre, Charles-Joseph Sax, era costruttore di strumenti musicali a Bruxelles, in particolare flauti, clarinetti, fagotti e serpentoni. Nel 1824 brevettò il "Cor omnitonique", un corno innovativo.
Adolphe ereditò la passione del padre e cominciò giovanissimo a costruire strumenti, esponendo flauti e clarinetti in ebano all'Esposizione Industriale Belga quando aveva solo 16 anni. Dal 1828 studiò flauto, clarinetto ed armonia al Conservatorio Reale di Bruxelles.
Il padre aveva elaborato una teoria acustica per l'esatto posizionamento dei fori sui legni, gettando il seme della sistematizzazione in famiglie degli strumenti dell'epoca. Il giovane Adolphe si dedicò a sperimentazioni, fino ad elaborare compiutamente nel 1844 la sua celebre legge acustica: "il timbro di un suono è determinato dalle proporzioni della colonna d'aria e non dal materiale del corpo che la contiene". Questa intuizione gli permise di realizzare strumenti perfetti per intonazione, timbro ed estensione e di caratteristiche sonore e tecniche omogenee tra i membri più gravi e quelli più acuti della stessa famiglia.
Il suo primo lavoro importante fu sul clarinetto basso, di cui brevettò un nuovo modello all'età di 20 anni.
Nel 1842 si trasferì definitivamente a Parigi e continuò a lavorare ai suoi strumenti dedicandosi in particolare ad una famiglia di ottoni a pistoni brevettati nel 1843. I suoi strumenti presentavano notevoli vantaggi rispetto agli strumenti simili in uso all'epoca e vennero battezzati saxhorns. Erano in 7 differenti taglie, identiche per proporzioni del canneggio, imboccatura e diteggiatura. Nello stesso periodo sviluppò anche la famiglia delle saxtrombe e delle saxtube, che ebbe fortuna molto minore.
Adolphe Sax puntava ad assicurarsi il florido ma difficile mercato delle bande militari: per dimostrare la superiorità dei suoi strumenti fu organizzato un pubblico "scontro" tra due bande, il 22 aprile 1845 al Champ de Mars, cui parteciparono 20.000 spettatori e una giuria qualificata. I 45 elementi che suonavano strumenti tradizionali furono surclassati dai 38 elementi dotati di strumenti inventati o perfezionati da Sax.
Il sassofono fu, comunque, la sua più grande invenzione: in esso unì l'imboccatura ad ancia semplice del clarinetto, un sistema di chiavi ispirato al clarinetto, all'oboe e al flauto e un canneggio conico in metallo. Questo "ibrido", pur appartenendo alla famiglia dei legni e avendone la flessibilità tecnica, permette un grande volume di suono, paragonabile a quello degli ottoni. La famiglia completa (sopranino, soprano, contralto, tenore, baritono, basso e contrabbasso) fu brevettata e presentata nel 1846, anche se brevetti parziali risalgono anche al 1838. Il saxofono fu concepito per banda e per orchestra, con due distinte famiglie, tagliate rispettivamente nelle tonalità di Sib-Mib e Do-Fa. La seconda famiglia - destinata, nelle intenzioni di Sax, a un uso prevalentemente orchestrale - godette di fortuna molto minore rispetto alla prima ed è oggi assai rara.
Il compositore Hector Berlioz elogiò più volte lo strumento, a partire da un celebre articolo del giugno 1842 fino al lusinghiero capitolo dedicato al saxofono nel celebre Trattato di strumentazione.
Sax fu il primo insegnante di saxofono al Conservatorio Superiore di Parigi, dal 1857 fino alla chiusura nel 1870, dovuta alla guerra franco-prussiana. In Italia, il Conservatorio di Bologna adottò gli strumenti di Sax su consiglio di Gioachino Rossini nel 1844. Parallelamente all'attività di inventore, costruttore ed insegnante, Sax fondò e guidò una piccola casa editrice, si dedicò alla riorganizzazione delle bande militari, fu compositore, arrangiatore, esecutore sui suoi strumenti e maestro di banda. Progettò timpani senza bacino e pelli impermeabili per strumenti a percussione così come sale da concerto e addirittura macchine per aerosol.
Sax continuò la sua attività, nonostante le azioni decisamente ostili di altri fabbricanti di strumenti che lo portarono due volte alla bancarotta. Fu boicottato in tutti i modi, incendi dolosi scoppiarono nella sua azienda, i suoi 200 dipendenti furono intimoriti o lusingati per costringerli a licenziarsi, subì numerose aggressioni fisiche e venne trascinato in tribunale in innumerevoli processi. Anche il suo stato di salute ne risentì: soffrì infatti di cancro al labbro superiore nel 1858. Alle cure tradizionali (gli era stato suggerito un rischioso intervento chirurgico) preferì una pianta indiana che pare lo abbia guarito miracolosamente, aumentando le maldicenze sul suo conto.
Massone, fu membro della loggia "Les Vrais Amis de l'Union" di Bruxelles, del Grande Oriente del Belgio.
Morì in miseria nel 1894 a Parigi e fu sepolto nel Cimitero di Montmartre.